# Louis-Charles-Alphonse Savary de Lancosme
Louis-Charles-Alphonse Savary, marquis de Lancosme, né le 4 février 1776 à Vendœuvres, mort le 23 octobre 1875 à Tours, était un homme politique français.

## Biographie
Louis-Charles-Alphonse Savary de Lancosme est le fils de Louis-Alphonse Savary de Lancosme.
Nommé à la Chambre des pairs par le roi Charles X le 5 novembre 1827, il en est exclu avec l’avènement de Louis-Philippe Ier, en application de l'article 68 de la Charte constitutionnelle du 14 août 1830.